# 리하일
리하일(표준어: 이하일,李夏一,1935년 - )은 조선민주주의인민공화국의 군인 겸 정치인이다. 조선인민군 차수이다.

## 경력
일제강점기 1935년에 량강도에서 태어나 만경대혁명학원과 소련군사대학을 졸업했다. 이후 인민무력부 작전국 국장을 지냈으며, 1975년 조선인민군 제525부대 사령관에 임명되었다. 1977년 제534훈련소 사령관을 거쳐 1979년 인민군 8군단장에 올랐으며, 1980년 10월 조선로동당 중앙위원회 위원으로 선출되었다.
1982년 3월, 당 군사부장과 당 중앙군사위원회 위원을 지냈고 1990년 5월 국방위원회 위원으로 선출되었다. 1992년 1월 당 중앙군사위원회 위원에 재선출된 이후 1992년 김일성훈장을 받으면서 인민군 대장으로 승진했다.
1995년 10월 인민군 차수로 진급하였고, 2010년 9월 당 중앙군사위 위원과 당 중앙위 위원에서 물러났다.

## 최고인민회의 대의원
1982년 2월 최고인민회의 제7기 대의원으로 선출되었고, 제8기(1986년)와 제9기(1990년) 그리고 제10기(1998년) 대의원을 역임했다.

## 수훈
1982년 4월과 1992년 4월에 김일성훈장을 받았으며, 2012년 2월 김정일훈장을 받았다.

## 기타
1994년 7월 김일성, 1995년 2월 오진우, 2008년 10월 박성철, 2010년 11월 조명록 사망 당시에 국가 장의위원회 위원을 맡았다.